# Spatsizi Plateau Wilderness Provincial Park
Der Spatsizi Plateau Wilderness Provincial Park ist ein 698.659 ha großer Provincial Park in der kanadischen Provinz British Columbia. Der Park liegt im Regional District Stikine, auf dem Spatsizi Plateau, einem Subplateau des Stikine Plateau. Er ist nach dem Tatshenshini-Alsek Provincial Park der zweitgrößte der Provincial Parks in British Columbia.
Der Park bildet zusammen mit dem angrenzenden Stikine River Provincial Park, dem Tatlatui Provincial Park sowie dem Mount Edziza Provincial Park sowie weiteren Protected Areas und Ecological Reserve ein zusammenhängendes Schutzgebiet von erheblicher Größe, das Stikine Country Protected Area.
Der Begriff Spatsizi entstand durch eine englische Verballhornung von Begriffen aus der Sprache der Sekani. Der Begriff entstand aus der Zusammenziehung der Wörter tspah und tsije, welche sich auf die Fellfarbe der in der Gegend lebenden Schneeziegen bezieht. Das Fell der hier lebenden Schneeziegen ist rötlich, da sie sich auf der rötlichen Erde wälzen.
Der Park kann grundsätzlich als sogenannter Back Country Park bezeichnet werden, da er durch öffentliche Straßen unerschlossen ist.

## Anlage
Der Park liegt in der am dünnsten besiedelten Region der Provinz, mit einer Bevölkerungsdichte von 0,005 Einwohnern pro Quadratkilometer. Der Park umfasst eine Fläche von 6.986,59 km². Der Park selber umschließt als weiteres Schutzgebiet die Gladys Lake Ecological Reserve. Im Norden grenzt unmittelbar der Stikine River Provincial Park an und im Südosten der Tatlatui Provincial Park. Im Osten schließt sich an den Park mit der Chukachida Protected Area ein weiteres Schutzgebiet an.
Im Park finden sich zahllose kleine Bäche und Flüsse. Hauptabflüsse der Gewässer im Park sind der Stikine River und der Spatsizi River. Der Park liegt an einer der Wasserscheiden. Die Flüsse hier entwässern alle in den Pazifischen Ozean. Ebenfalls finden sich im Park zahlreiche kleinere Seen. Die größten sind der Cold Fish Lake sowie der Laslui Lake, der Tuaton Lake und der Hotlesklwa Lake. Die Berge im Park erreichen eine Höhe von über 2200 m und gehören zur Eaglenest Range, einer Subkette der Interior Mountains. Der Eaglenest Peak ist mit 2274 m der höchste Punkt im Park. Im Gladys Lake Ecological Reserve findet sich mit dem Mount Will ein Berg der eine Höhe von 2519 m erreicht.
Bei dem Park handelt es sich um ein Schutzgebiet der Kategorie Ib (Wildnisgebiet).
Am Cold Fish Lake findet sich eine kleine Landebahn für Flugzeuge. Außerdem kann die Landung auf einigen der anderen Seen erlaubt werden.

## Geschichte
Der Provincial Park wurde 1975 gegründet. Bei seiner Gründung hatte er eine Fläche von etwa 1.668.000 Acres, was ungefähr 6.750 km² entspricht. Mit Gesetzen aus den Jahren 2001 und 2008 wurde sowohl der Schutzstatus als auch die Größe geändert und der Park auf seine heutige Größe von 698.659 ha erweitert.
Das Parkgebiet war Bestandteil des traditionellen Jagd- und Siedlungsgebiet der Tahltan.

## Flora und Fauna
Innerhalb des Ökosystems von British Columbia umfasst der Park verschiedene biogeoklimatische Zonen. Der Park wird hauptsächlich der Alpine Tundra Zone, der Spruce-Willow-Birch Zone sowie der Dry Cold Subzone innerhalb der Boreal White and Black Spruce Zone zugeordnet. Die Boreal White and Black Spruce Zone zieht sich dabei am Stikine River sowie Spatsizi River entlang, während die Spruce-Willow-Birch Zone und die Alpine Tundra Zone das restliche Parkgebiet umfassen. Dabei reicht die Spruce-Willow-Birch Zone in der Regel bis zu einer Höhe von 1750 Metern, während der Raum darüber in der Regel durch die Alpine Tundra Zone erfasst wird. Biogeoklimatische Zonen zeichnen sich durch ein grundsätzlich identisches Klima sowie gleiche oder sehr ähnliche biologische und geologische Voraussetzungen aus. Daraus resultiert in den jeweiligen Zonen dann auch ein sehr ähnlicher Bestand an Pflanzen und Tieren.
Auf Grund der Größe des Parks sowie seiner abgeschiedenen Lage und der Tatsache, dass er von weiteren großen Schutzgebieten umgeben ist, findet sich hier eine umfangreiche Flora und Fauna. In den niederen Lagen des Parks dominieren Wälder mit Weiß-Fichten und Küsten-Kiefern, während in größeren Höhen Felsengebirgs-Tannen die Landschaft beherrschen.
Die Tierwelt entspricht dabei sowohl der abgeschiedenen Lage des Parks, als auch seiner Höhe und den herrschenden Temperaturen. Dementsprechend finden sich hier auch Grizzlybär, Schwarzbär und Wolf sowie der Rotfuchs und der Nordamerikanische Fischotter. Weitere Säugetiere sind zum Beispiel der Schwarzwedelhirsche, das Kanadische Waldkaribu (Rangifer tarandus caribou, eine Unterart des Rentiers) und das Dall-Schaf. An kleineren Säugern und Nagern finden sich der Schneehase, das Eisgraue Murmeltier, die Buschschwanzratte, der Nordamerikanische Baumstachler und das Arktische Ziesel.
Die Parkverwaltung listet zahlreiche Vogelarten, die im Park vorkommen. Die Parkverwaltung gibt an, dass mehr als 140 Vogelarten im Park vorkommen. Dabei kommen verschiedene der Arten das ganze Jahr im Park vor und andere nur im Sommer- oder Winterhalbjahr. Zu den Vogelarten, die beobachtet werden können, gehören der Steinadler, Gerfalke, der Prärie-Goldregenpfeifer sowie die Smithspornammer, aus der Familie der Ammern. Zu den selteneren Arten, welche im Park vorkommen, gehören auch das Odinshühnchen oder der Wanderwasserläufer.
In den Seen und Flüssen finden sich neben den weitverbreiteten Lachs- und Forellenarten wie dem Königslachs oder dem Rotlachs, dem Silberlachs, der Regenbogenforelle oder der Stierforelle sowie der Dolly-Varden-Forelle auch der Saugkarpfen, die Quappe, die Arktische Äsche und die Coregoninenart Prosopium williamsoni (engl. Mountain whitefish).

## Aktivitäten
Da der Park nicht von ausgeprägter touristischer Bedeutung ist und auch nicht viele Besucher anzieht, gibt es im Park auch keine umfangreich ausgebaute touristische Infrastruktur. Für Wanderer, Reiter und andere Outdoorliebhaber finden sich an verschiedenen Stellen einfache Zeltplätze und rudimentäre Sanitäranlagen. Weiterhin finden sich an verschiedenen Stellen im Park einfache Schutzhütten und das „wilde“ Zelten und Feuermachen ist, mit Einschränkungen, ebenfalls erlaubt.
Außer bei Wanderern ist der Park auch bei Reitern und Kanuwanderern beliebt. Für diese Gruppen gibt es verschiedene Trails.